# Durio purpureus
Durio purpureus là một loài thực vật có hoa trong họ Cẩm quỳ. Loài này được Kosterm. & Soegeng mô tả khoa học đầu tiên năm 1958.